# Albert Henry Munsell
Albert Henry Munsell (6 janvier 1858 – 28 juin 1918) est un peintre et professeur d'art américain. Il est l'inventeur du nuancier de Munsell.
Ses qualités de peintres s'exerçaient dans les paysages de mer et dans les portraits.

## Biographie
Il est né à Boston, Massachusetts. Il a étudié puis enseigné au Massachusetts College of Art and Design. Il est mort dans les environs de Brooklyn.
En 1917, il a fondé la Munsell Color Company.

## Système de couleurs
Munsell est célèbre pour avoir inventé le système de couleurs de Munsell, nommé le nuancier de Munsell, un essai précoce de création d'un système précis pour décrire numériquement les couleurs.
Ce système a été reconnu et adopté internationalement et a servi à la fondation d'autres systèmes d'ordre de couleurs dont CIE Lab.

## Héritage
Son fils, A.E.O. Munsell a continué à populariser le système de son père après sa mort.